# Сергієве-Кринка
Сергі́єве-Кри́нка — селище Амвросіївської міської громади Донецького району Донецької області, Україна.

## Загальні відомості
Селище розташоване на лівобережжі річки під назвою Кринка. Відстань до райцентру становить близько 14 км і проходить автошляхом місцевого значення.
Унаслідок російської військової агресії із серпня 2014 р. Сергієве-Кринка перебуває на території ОРДЛО.

## Населення
За даними перепису 2001 року населення селища становило 13 осіб, із них 53,85 % зазначили рідною мову українську та 46,15 % — російську.